# 艾爾達隆
在英國作家約翰·羅納德·魯埃爾·托爾金（J.R.R. Tolkien）的奇幻小說世界中土大陸中，艾爾達隆（Eldalondë）是位於努曼諾爾（Númenor）西部的城市。
艾爾達隆是努曼諾爾的港口，伊瑞西亞島（Tol Eressëa）的精靈在努曼諾爾人（Númenóreans）墮落前經此到此拜訪他們。

## 地理
艾爾達隆位於努曼諾爾的西海岸，位於尼西馬鐸（Nísimaldar）的轄境裡。它座落於納都爾河（Nunduinë）的河口地區，濱臨艾爾達那海灣（Bay of Eldanna）。

## 名字
艾爾達隆（Eldalondë）一名是昆雅語，意思是「艾爾達的港口」Haven of the Eldar。此地亦被稱為「翠綠的」the Green，緣於此地的美麗。

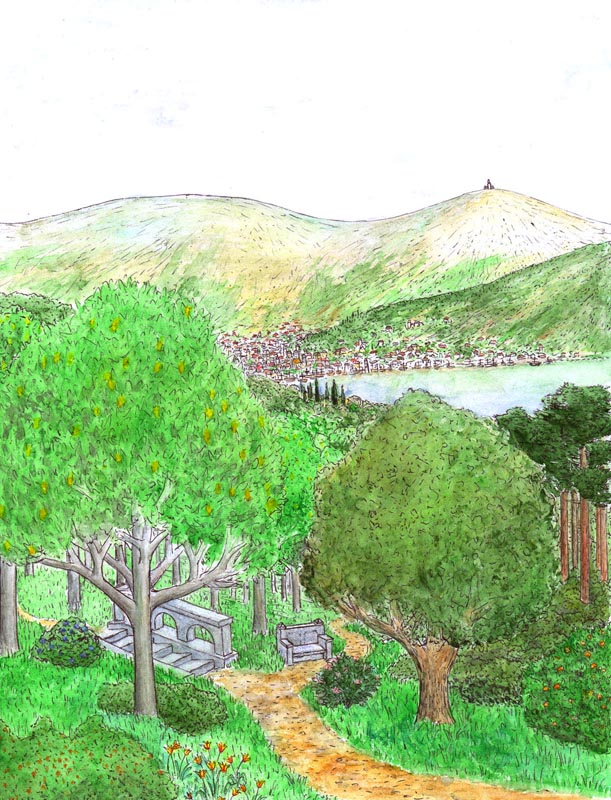
書迷對尼西馬鐸與艾爾達隆的描繪，由Matěj Čadil
所畫。

## 總覽
艾爾達隆是努曼諾爾最美麗的港口，背靠的尼西馬鐸地區有許多芳香常綠的樹木生長，西海岸還有許多由艾爾達精靈（Eladr）從西方帶來的植物成長，連艾爾達也稱此地美麗如同伊瑞西亞的精靈港口。
在努曼諾爾人墮落前，艾爾達隆是從西邊來的精靈最常去的港口。但在登丹人疏遠精靈並反叛維拉後，精靈們來的次數大減，行蹤也變得隱密，艾爾達隆可能因而衰落。緣於此地接近精靈，又是精靈常來的地方，這裡可能有許多忠實者（the Faithful）居住。

## 歷史
在努曼諾爾帝國建立的早期，艾爾達精靈經常駕駛白船來到艾爾達隆，與努曼諾爾人結交，並送贈禮物給他們。
努曼諾爾人墮落後，精靈們減少前來艾爾達隆。在亞爾-金密索爾（Ar-Gimilzôr）統治時，他將所有查出的忠實者由西海岸強遷到東邊的港口羅曼納（Rómenna），可能有許多艾爾達隆的居民被逼遷徙。末任皇帝亞爾-法拉松（Ar-Pharazôn）統治時，他在努曼諾爾西海岸整軍經武、聚集艦隊，準備攻打維拉，艾爾達隆可能成為了他的基地之一。
亞爾-法拉松向維拉開戰後，努曼諾爾在神罰下被大海吞滅，艾爾達隆也隨之沉沒於波浪之下。

## 資料來源
1. ↑  Thain's Book: Eldalondë 的存檔，存档日期2011-11-07.
2. 1 2 3 4 5 6  《未完成的故事》1998年 HarperCollins出版 "A Description of Númenor" P.216-217